# Cythara
Cythara é um gênero de gastrópode pertencente à família Mangeliidae.

## Espécies
- Cythara strigata Pease, 1863 (taxon inquirendum): provavelmente um sinônimo de Cythara paucicostata Pease, 1867
- †Cythara anthera J. Gardner, 1937
- †Cythara caimitica Maury 1917
- Cythara citharoedus (Holten, H.S., 1802)
- Cythara coniformis (Gray, J.E. & G.B. Sowerby II, 1839)
- Cythara diconus O. Böttger, 1895
- Cythara glareosa Gould, A.A., 1860
- Cythara hanleyi (Dunker, R.W., 1888)
- Cythara milia (Philippi, R.A., 1851)
- Cythara oriza (Hinds, R.B., 1843)
- Cythara paucicostata (Pease, W.H., 1867)
- †Cythara polygona Gabb 1873
- Cythara striata Schumacher, 1817 (nomen dubium)
- Cythara thapsiae Oberling, 1970 (nomen dubium)
- Cythara thetis Turton, W.H., 1932
- Cythara triticea Kiener, L.C., 1840

Espécies trazidas para a sinonímia
- Cythara abyssicola (Reeve, 1846): sinônimo de Eucithara vittata (Hinds, 1843)
- Cythara adansoni Knudsen, 1952: sinônimo de Mangelia adansoni (Knudsen, 1952)
- Cythara africana (G. B. Sowerby III, 1903): sinônimo de Citharomangelia africana (G. B. Sowerby III, 1903)
- Cythara alfredi (E. A. Smith, 1904): sinônimo de Pseudorhaphitoma alfredi (E. A. Smith, 1904)
- Cythara altenai Brackman, 1938: sinônimo de Mangelia costulata Risso, 1826
- Cythara amplexa (Gould, 1860): sinônimo de Guraleus amplexus (Gould, 1860)
- Cythara angiostoma Pease, 1868: sinônimo de Eucithara angiostoma (Pease, 1868)
- Cythara angulata (Reeve, 1846): sinônimo de Leiocithara angulata (Reeve, 1846)
- Cythara angulosa E.A. Smith, 1871: sinônimo de Anacithara angulosa (E.A. Smith, 1871)
- Cythara articulata G.B. Sowerby III, 1894: sinônimo de Eucithara articulata (G.B. Sowerby III, 1894)
- Cythara atlantidea Knudsen, 1952: sinônimo de Bela atlantidea (Knudsen, 1952)
- Cythara attenuata (Montagu, 1803): sinônimo de Mangelia attenuata (Montagu, 1803)
- †Cythara barbadoides Gardner, 1938: sinônimo de † Mangelia barbadoides J. Gardner, 1938
- Cythara bartlettii (Dall, 1889): sinônimo de Tenaturris bartlettii (Dall, 1889)
- Cythara bicolor (Reeve, 1846): sinônimo de Eucithara bicolor (Reeve, 1846)
- Cythara callosa Nordsieck, 1977: sinônimo de Mangelia callosa (Nordsieck, 1977)
- Cythara capillacea (Reeve, 1846): sinônimo de Eucithara capillacea (Reeve, 1846)
- Cythara chionea Melvill, J.C. & R. Standen, 1899: sinônimo de Eucithara coronata (Hinds, 1843)
- Cythara citharella (Lamarck, 1822): sinônimo de Cythara striata Schumacher, 1817
- Cythara citharella Smith, 1876: sinônimo de Eucithara lyra (Reeve, 1846)
- Cythara compacta Nordsieck, 1977 (nomen dubium, combinação original): sinônimo de Rissomangelia compacta (Nordsieck, 1977) (nomen dubium)
- Cythara congoensis Thiele, J., 1925: sinônimo de Mangelia congoensis Thiele, 1925
- Cythara cylindrica (Reeve, 1846): sinônimo de Gingicithara cylindrica (Reeve, 1846)
- Cythara cylindrica E.A. Smith, 1884: sinônimo de Gingicithara lyrica (Reeve, 1846)
- Cythara dagama Barnard, 1963: sinônimo de Gymnobela dagama (Barnard, 1963)
- Cythara dautzenbergi Knudsen, 1952: sinônimo de Gymnobela dautzenbergi (Knudsen, 1952)
- Cythara debilis Pease, 1868: sinônimo de Eucithara debilis (Pease, 1868)
- Cythara decussata Pease, 1868: sinônimo de Eucithara decussata (Pease, 1868)
- Cythara derelicta (Reeve, 1846): sinônimo de Mangelia unifasciata (Deshayes, 1835)
- Cythara dubiosa Nevill & Nevill, 1875: sinônimo de Eucithara dubiosa (Nevill & Nevill, 1875)
- Cythara duplaris Melvill, 1923: sinônimo de Eucithara duplaris (Melvill, 1923)
- Cythara edithae Melvill & Standen, 1901: sinônimo de Eucithara edithae (Melvill & Standen, 1901)
- Cythara elegantissima Melvill & Standen, 1903: sinônimo de Paraclathurella gracilenta (Reeve, 1843)
- Cythara farina Nordsieck, 1977: sinônimo de Mangelia farina (Nordsieck, 1977)
- Cythara fasciata Reeve, L.A., 1846: sinônimo de Eucithara fasciata (Reeeve, 1846)
- Cythara glaucocreas Barnard, 1963: sinônimo de Gymnobela glaucocreas (Barnard, 1963)
- Cythara gradata Nevill & Nevill, 1875: sinônimo de Eucithara gradata (Nevill & Nevill, 1875)
- Cythara grisea Nordsieck, 1977: sinônimo de Mangelia grisea (Nordsieck, 1977)
- Cythara guentheri G.B. Sowerby III, 1893: sinônimo de Eucithara guentheri (G.B. Sowerby III, 1893)
- Cythara guestieri S.M. Souverbie in S.M. Souverbie & R.P. Montrouzier, 1872: sinônimo de Eucithara novaehollandiae (Reeve, 1846)
- Cythara ima Bartsch, 1915: sinônimo de Haedropleura ima (Bartsch, 1915)
- Cythara interstriata Smith E. A., 1876: sinônimo de Eucithara interstriata (Smith E. A., 1876)
- Cythara isseli Nevill & Nevill, 1875: sinônimo de Eucithara isseli (Nevill & Nevill, 1875)
- Cythara kingensis (Petterd, 1879): sinônimo de Antiguraleus kingensis (Petterd, 1879)
- Cythara lota Gould, 1860: sinônimo de Eucithara lota (Gould, 1860)
- Cythara lyrica (Reeve, 1846): sinônimo de Gingicithara lyrica (Reeve, 1846)
- Cythara maccoyi Petterd, 1879: sinônimo de Guraleus tasmanicus (Tenison-Woods, 1876)
- Cythara metadata Brazier, 1876: sinônimo de Eucithara alacris Hedley, 1922
- Cythara merlini (Dautzenberg, 1910): sinônimo de Agathotoma merlini (Dautzenberg, 1910)
- Cythara metria Dall, 1903: sinônimo de Vitricythara metria (Dall, 1903)
- Cythara nevilliana Preston, 1904: sinônimo de Eucithara nevilliana (Preston, 1904)
- Cythara optabilis G. B. Sowerby III, 1907: sinônimo de Eucithara coronata (Hinds, 1843)
- Cythara ossea Nordsieck, 1968: sinônimo de Mangelia ossea (Nordsieck, 1968)
- Cythara paciniana: sinônimo de Mangelia paciniana (Calcara, 1839)
- Cythara pallaryi Nordsieck, 1977: sinônimo de Mangiliella pallaryi (Nordsieck, 1977): sinônimo de Mangelia pallaryi (Nordsieck, 1977)
- Cythara pellucida (Reeve, 1846): sinônimo de Citharomangelia pellucida (Reeve, 1846)
- Cythara pessulata Brazier, 1876: sinônimo de Eucithara celebensis (Hinds, 1843)
- Cythara psalterium J.C. Melvill & R. Standen, 1896: sinônimo de Eucithara coronata (R.B. Hinds, 1843)
- Cythara pusilla Pease, 1860: sinônimo de Eucithara pusilla (Pease, 1860)
- Cythara quadrilineata G.B. Sowerby III, 1913: sinônimo de Citharomangelia quadrilineata (G.B. Sowerby III, 1913)
- Cythara ringens G.B. Sowerby III, 1893: sinônimo de Eucithara ringens (G.B. Sowerby III, 1893)
- Cythara stosiciana (Brusina, 1869): sinônimo de Mangelia stosiciana Brusina, 1869
- Cythara striatissima G.B. Sowerby III, 1907: sinônimo de Eucithara striatissima (G.B. Sowerby III, 1907)
- Cythara tasmanica Tenison-Woods, 1876: sinônimo de Guraleus tasmaniusa (Tenison-Woods, 1876)
- Cythara typhonota Melvill & Standen, 1901: sinônimo de Eucithara typhonota (Melvill & Standen, 1901)
- Cythara unilineata Smith E. A., 1876: sinônimo de Eucithara unilineata (Smith E. A., 1876)
- Cythara varia Pease, 1860: sinônimo de Seminella peasei (Martens & Langkavel, 1871)
- Cythara varicosa Nordsieck, 1973: sinônimo de Mangiliella varicosa (Nordsieck, 1973)
- Cythara vittata (Reeve, 1846): sinônimo de Eucithara abyssicola (Reeve, 1846)
- Cythara waterhousei E. A. Smith, 1884: sinônimo de Eucithara coronata (Hinds, 1843)